# G&E헬스케어
G&E헬스케어(G&E Healthcare)는 대한민국의 여성 위생용품 기업이다.

## 제품
면생리대, 생리컵, 생리팬티, 요실금패드, 자세 교정 알림기, 경추 베개